# Nachane
Nachane è una suddivisione dell'India, classificata come census town, di 9.236 abitanti, situata nel distretto di Ratnagiri, nello stato federato del Maharashtra. In base al numero di abitanti la città rientra nella classe V (da 5.000 a 9.999 persone).

## Geografia fisica
La città è situata a 17° 00' 07 N e 73° 19' 45 E.

## Società

### Evoluzione demografica
Al censimento del 2001 la popolazione di Nachane assommava a 9.236 persone, delle quali 4.785 maschi e 4.451 femmine. I bambini di età inferiore o uguale ai sei anni assommavano a 1.153, dei quali 587 maschi e 566 femmine. Infine, coloro che erano in grado di saper almeno leggere e scrivere erano 7.310, dei quali 3.940 maschi e 3.370 femmine.